# Flemington (Missouri)
Flemington est un village du comté de Polk, dans le Missouri, aux États-Unis,. Situé au nord du comté, il est fondé en 1898 et incorporé en 1945.

## Démographie
Lors du recensement de 2010, le village comptait une population de 148 habitants. Elle est également estimée, en 2016, à 148 habitants.

### Source de la traduction
- (en) Cet article est partiellement ou en totalité issu de l’article de Wikipédia en anglais intitulé « Flemington, Missouri » (voir la liste des auteurs).